# Proof (rapper)
DeShaun Holton, beter bekend als Proof (Detroit, 2 oktober 1973 – aldaar, 11 april 2006) was een Amerikaanse rapper en mede-oprichter van de hiphopformatie D12. Behalve als Proof stond hij ook bekend onder de namen Dirty Harry, P en Oil Can Harry.
Proof begon zijn carrière in de CCC Club in Detroit, later trad hij op in de Detroits Hip Hop Shop.
Proof en Eminem waren vrienden als kind en zijn samen opgegroeid. Proof begon D12 en toen een lid van D12, genaamd Bugz, overleed, vroeg hij aan Eminem of hij zich bij de groep wilde aansluiten. Hierdoor kreeg de groep veel publiciteit.
Ook trad hij enige tijd op met Eminem en was een goede vriend van hem. In de film 8 Mile speelde hij de rol van L.T. "Lil' Tic", een freestyle rapper die de hoofdpersoon uit de film uitdaagt met zijn battles. Buiten de hype van de film om bracht Proof een album uit met zes nummers genaamd "Electric Koolaid-Acid Testing".
Proof startte een soloproject waarin hij samenwerkte met Eminem, 50 Cent, Method Man, Obie Trice, Dogmatic en andere Amerikaanse rappers. Het album dat hij uitbracht onder de naam "Searching for Jerry Garcia" werd uitgebracht op 9 augustus 2005, tien jaar nadat Jerry Garcia, de leadzanger van de Grateful Dead om het leven kwam.
Half april 2006 werd hij door zijn hoofd geschoten in de CCC Club aan de 8 Mile Road in Detroit, uitgerekend in de club waar hij zijn carrière begon.

## Discografie
- I Miss The Hip Hop Shop
- Searching for Jerry Garcia
- Grown Man Shit
- Electric Coolaid Acid Testing EP
- Promatic (2000)
- I Killed Spiderman The Mixtape
- Hand 2 Hand Official Mixtape Instruction Manual